# Либеральная юнионистская партия
Либеральная юнионистская партия (англ. Liberal Unionist Party) — британская политическая партия, которая была образована в 1886 году фракцией, отколовшейся от Либеральной партии. Возглавляемая лордом Хартингтоном (впоследствии герцогом Девонширским) и Джозефом Чемберленом, партия заключила политический союз с Консервативной партией в противовес движению за ирландское самоуправление. Две партии сформировали десятилетнее коалиционное юнионистское правительство 1895-1905 годов, но сохранили отдельные политические фонды и свои собственные партийные организации до тех пор, пока в мае 1912 года не было достигнуто соглашение о полном слиянии.

## История

### Формирование

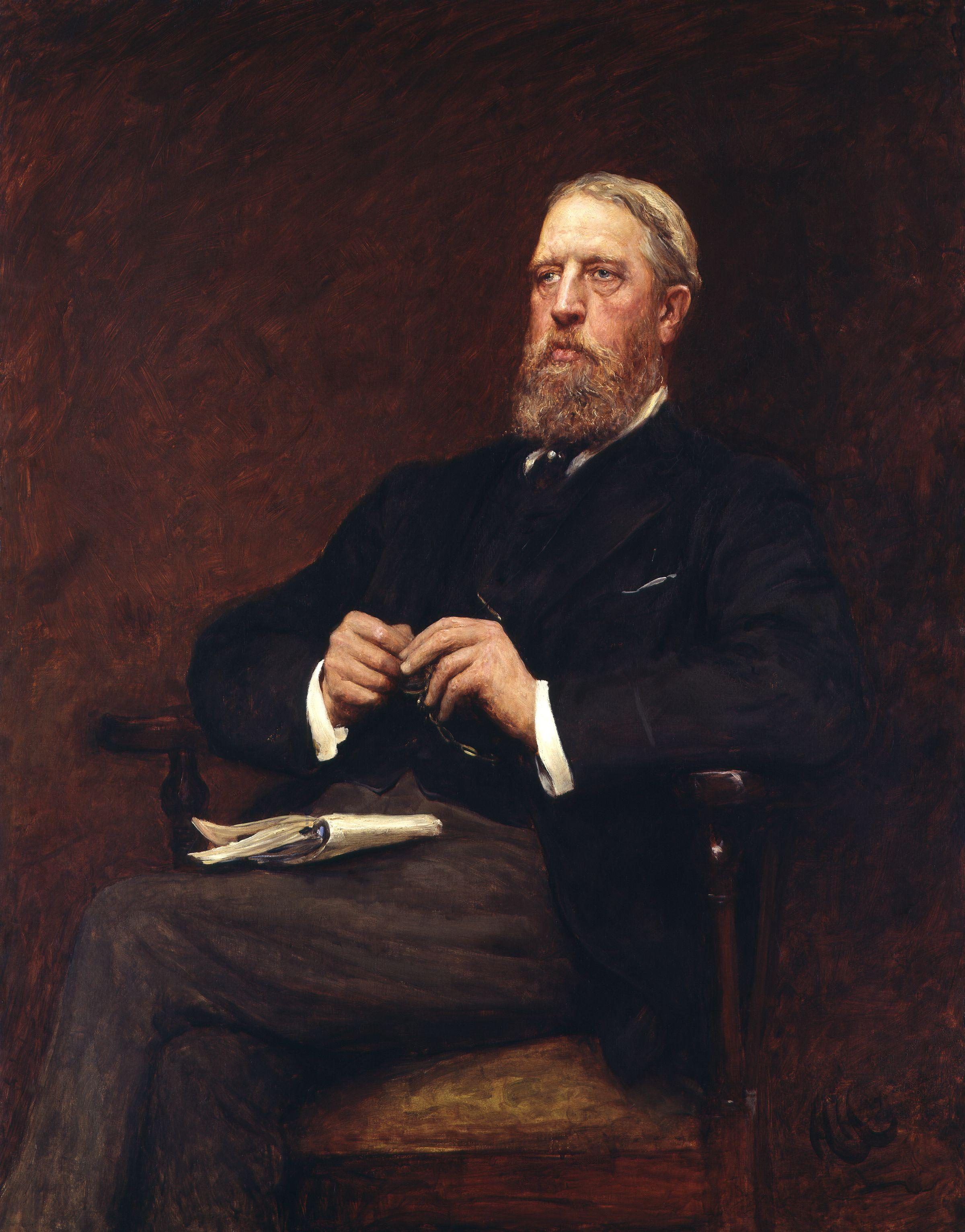
Лидер либеральных юнионистов герцог Девонширский (1897, НПГ).

Либеральные юнионисты обязаны своим происхождением решительному повороту в воззрениях своего лидера Уильяма Гладстона на ирландский вопрос; главной задачей своей политики он поставил дарование Ирландии гомруля. Выборы 1885 года убедили Гладстона в том, что ирландцы хотели и заслужили установление гомруля в Ирландии. В то же время часть либералов считали, что законопроект Гладстона о самоуправлении приведёт к независимости Ирландии и распаду Соединённого Королевства. Считая себя защитниками Союза, они назвали себя «либеральными юнионистами», хотя на данном этапе большинство из них не думали, что раскол со своими бывшими коллегами будет постоянным. Гладстон предпочитал называть их «несогласными либералами» (англ. dissentient Liberals), надеясь, что они в конечном итоге вернутся, как «адулламиты», либералы, которые выступали против расширения избирательного права в 1866 году, большинство из которых вернулись в партию после того, как консерваторы в 1867 году приняли закон о реформе избирательной системы. В конце концов, не имело значения, как назывались либеральные юнионисты, раскол в либеральной партии за несколько лет стал шире и глубже.
Большинство либеральных юнионистов, включая Хартингтона, лорда Лэнсдауна и Джорджа Гошена, были из фракции вигов, и ожидалось, что в любом случае они выйдут из Либеральной партии по причинам, связанным с экономической и социальной политикой. Некоторые из юнионистов владели обширными земельными владениями в Ирландии и опасались, что они будут разбиты или конфискованы, если Ирландия будет иметь собственное правительство, в то время как Хартингтон понёс личную потерю от рук ирландских националистов в 1882 году, когда его брат был убит в Дублине фениями (см. Убийства в Феникс-парке).
Либералы, выступающие против самоуправления Ирландии, сформировали Комитет по сохранению Союза (англ. Committee for the Preservation of the Union) в начале 1886 года, и вскоре к ним присоединилась меньшая по численности радикальная фракция во главе с Джозефом Чемберленом и Джоном Брайтом. Чемберлен ненадолго вступил в должность в правительстве Гладстона, которое было сформировано в 1886 году, но ушёл в отставку, когда увидел детали планов Гладстона по самоуправлению. Поскольку Чемберлен ранее был знаменосцем радикального либерализма против вигов, его присоединение к альянсу против гладстонских либералов стало неожиданностью. Когда диссиденты-либералы в конце концов сформировали Совет либеральных юнионистов (англ. Liberal Unionist Council), который должен был стать объединить либеральных юнионистов, Чемберлен организовал в Бирмингеме отдельный Национальный радикальный союз (англ. National Radical Union). Это позволило Чемберлену и его ближайшим союзникам дистанцироваться от основной части либерального юнионизма (и их консервативных союзников) и оставило открытой возможность того, что они могут работать с Либеральной партией в будущем.
В 1889 году Национальный радикальный союз изменил своё название на Национальный либеральный союз (англ. National Liberal Union), сохранив независимость от Совета либеральных юнионистов.
Историк Роберт Энсор пишет, что после 1886 года Либеральную партию Гладстона покинули практически все пэры от вигов и подавляющее большинство либералов из высшего и среднего класса. Джентльменские клубы, имевшие либеральную основу, были глубоко расколоты. Энсор отмечает, что «лондонское общество, следуя известным взглядам королевы, практически подвергло остракизму правителей своей страны».
Чемберлен использовал антикатолицизм, чтобы создать базу для новой партии среди «оранжевых» нонконформистских протестантских элементов в Великобритании и Ирландии. Джон Брайт популяризировал броский лозунг: «Самоуправление означает правление Рима» (англ. Home rule means Rome rule).

### Разрыв с либералами

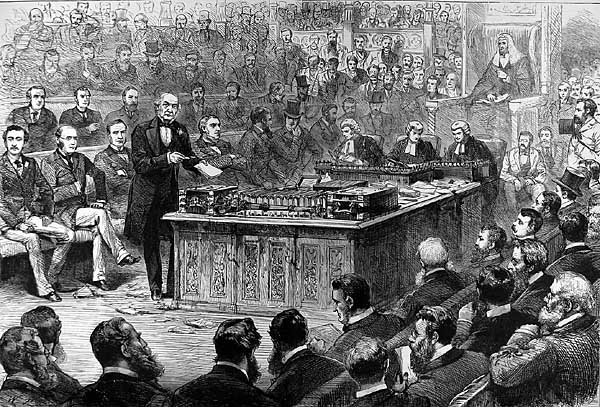
Уильям Гладстон представляет Билль о гомруле в Палате общин (1886).

По итогам выборов 1886 года консерваторы стали самой большой партией в Палате общин, но без абсолютного большинства. Ведущим либеральным юнионистам предложили присоединиться к консервативному правительству лорда Солсбери. Солсбери сказал, что он даже готов позволить Хартингтону стать премьер-министром, но юнионисты отказалось. Отчасти Хартингтон волновался, что это раскололо бы либеральных юнионистов и лишило их голосов сторонников. Либеральные юнионисты, несмотря на то, что обеспечивали Солсбери необходимое преимущество для большинства, продолжали сидеть на скамьях оппозиции на протяжении всей жизни парламента, а Хартингтон и Чемберлен делили скамью оппозиции со своими бывшими коллегами Гладстоном и Харкортом.
В декабре 1886 года, когда лорд Рэндольф Черчилль внезапно ушёл в отставку с поста канцлера казначейства, Солсбери предложил эту должность Гошену, самому консервативному из ведущих либеральных юнионистов. После консультации с Хартингтоном Гошен согласился присоединиться к правительству консерваторов и оставался канцлером в течение шести лет.

### Юнионистская коалиция
В то время как правое крыло либеральных юнионистов неформально сотрудничало с консервативным правительством, радикальное крыло юнионистов провело серию встреч со своими бывшими либеральными коллегами. Чемберлен и сэр Джордж Тревельян попытались воссоединить Либеральную партию. Несмотря на некоторый прогресс (и заявление Чемберлена о том, что они были едины по девяносто девяти из ста вопросов), проблема гомруля для Ирландии не могла быть решена. Ни Хартингтон, ни Гладстон не принимали прямого участия в этих встречах, и, похоже, не было другого либерального деятеля, который мог бы воссоединить партию. Через несколько месяцев переговоры были завершены, хотя некоторые либеральные юнионисты, включая Тревельяна, вскоре после этого вернулись в Либеральную партию.
Неудачные переговоры 1887 года вынудили либеральных юнионистов продолжать развивать свои связи с консерваторами. В парламенте они поддерживали правительство Солсбери, хотя и сидели на скамейках оппозиции рядом с либералами. Враждебные чувства между бывшими политическими коллегами усилились с возвращением Гладстона на пост премьер-министра после выборов 1892 года. Сформировав правительство меньшинства (при поддержке ирландских националистов в парламенте), либералы представили второй законопроект о гомруле. Возглавляли оппозицию законопроекту Хартингтон и Чемберлен. Законопроект был отклонен в Палате лордов подавляющим большинством консерваторов и либеральных юнионистов.
К тому времени все шансы на воссоединение либералов и либеральных юнионистов исчезли, и неудивительно, что ведущие либеральные юнионисты присоединились к новому кабинету Солсбери в 1895 году после тяжёлого поражения Либеральной партии на выборах. Получившееся в результате правительство обычно называлось «юнионистами», и различия между консерваторами и либеральными юнионистами начали исчезать, хотя последние всё ещё могли выставить около 100 кандидатов на все последующие выборы в Палату общин до выборов в декабре 1910 года, когда это общее количество упало до 75.
Хотя несколько либеральных юнионистов, таких как Гошен, формально присоединились к консерваторам (став членом Карлтон-клуба), партия по-прежнему продолжала сохранять свою индивидуальность. Либеральным юнионистам удалось оставаться сильными на юго-западе Англии, Уэст-Мидлендсе (центр опоры власти Чемберлена), и особенно в Шотландии, где либеральные юнионисты изначально были более доминирующей группой в своём союзе с шотландскими консерваторами против либералов.

### Протекционизм против свободной торговли

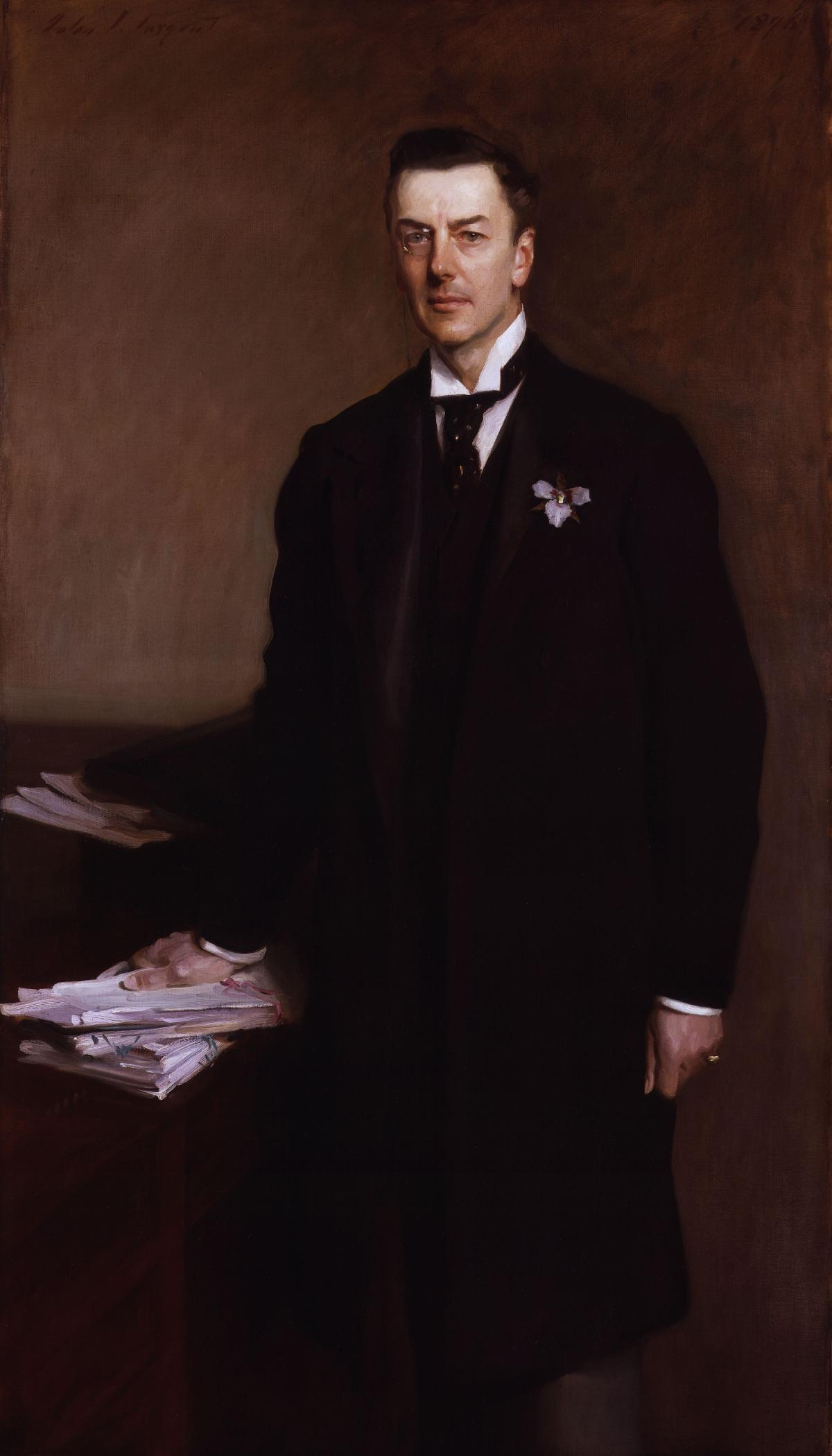
Джозеф Чемберлен, глава «тарифной» фракции партии (1896).

С самого начала внутри либеральных юнионистов возникла напряжённость между умеренными, такими как Девоншир, и более радикальными, такими как Чемберлен. Хотя обе фракции выступали против гомруля, их мало что объединяло, и отдельную юнионистскую либеральную идентичность было трудно определить в политике конца 1890-х годов. Слабые местные партийные ассоциации поощрялись к объединению со своими консервативными союзниками, хотя желание Девоншира полностью слиться было отвергнуто Чемберленом.
Несмотря на эту напряжённость, либеральным юнионистам более или менее удавалось сохранять единство до 1903 года, когда неожиданным шагом Чемберлен резко выступил за протекционизм. Этот отход от свободной торговли (то есть отсутствие тарифных барьеров) вызвал немедленные проблемы в партии. Отвергнув тарифную реформу, Девоншир и другие сторонники свободной торговли покинули партию в мае 1904 года в знак протеста. Чемберлен взял на себя руководство партией, но это не помешало многим недовольным, включая нескольких депутатов, вернуться в Либеральную партию. Что касается Девоншира и его союзников, они объединились в Лигу свободной торговли, в которую также вошли некоторые консервативные члены парламента (в том числе, депутат от консерваторов Уинстон Черчилль, прежде чем он тоже перешёл на сторону либералов в 1904 году). Большинство из них в конце концов покинули партию, в то время как Девоншир закончил свою политическую карьеру в отрыве от обеих основных партий.
На выборах 1906 года либеральных юнионистов (как сторонников свободной торговли, так и сторонников протекционизма) постигла неудача, так же как и их союзников-консерваторов. Теперь они насчитывали всего 23 депутата (или 25 по другим расчётам).
За некоторыми исключениями, оставшиеся либеральные юнионисты были теперь твёрдыми сторонниками тарифной реформы, как и большинство депутатов-консерваторов. Действительно, в течение короткого периода в начале 1906 года Чемберлен был де-факто лидером юнионистов в Палате общин, поскольку лидер Консервативной партии и бывший премьер-министр Артур Бальфур потерял своё место на выборах (хотя вскоре он смог вернуться в парламент после дополнительных выборов).
Вполне возможно, что на этом этапе Чемберлен мог стать лидером всех выживших юнионистов (по крайней мере, тех, кто выступал за тарифную реформу) и вынудить Бальфура уйти в отставку, но даже тори-протекционисты не хотели выбирать Чемберлена своим лидером, не забыв как, будучи либералом, в 1880-х годах он был одним из их самых суровых критиков. Кроме того, в эпоху, когда религиозная идентификация всё ещё имела значение, Чемберлен не был членом англиканской церкви, принадлежа к унитариям.
Чемберлен, возможно, мог бы возглавить юнионистов, несмотря на эти недостатки, но в июле 1906 года он перенёс инсульт, который оставил его физически калекой. Чемберлен оставался политически активным и официальным лидером либеральных юнионистов, но фактически и партией и Лигой тарифной реформы руководили от его имени его сын Остин Чемберлен и Лэнсдаун.
Девоншир умер в 1908 году, но, несмотря на потерю двух самых известных деятелей, либеральные юнионисты всё же смогли увеличить своё парламентское представительство на выборах 1910 года до 32, а затем до 36 депутатов, хотя недавние исследования показывают, что это заниженная оценка членов парламента-либералов-юнионистов, и число избранных на выборах 1910 года составило 43 и 49 соответственно.

### Слияние с консерваторами
Вопрос о тарифной реформе теперь был омрачён возродившейся угрозой самоуправления для Ирландии, поскольку Акт о парламенте 1911 года фактически лишил Палату лордов возможности наложить вето, оставив при этом полномочия на отсрочку. Это стимулировало движение за формальное слияние двух партий на уровне избирательных округов и на национальном уровне, процесс, ускоренный избранием в 1911 году Бонара Лоу в качестве нового лидера Консервативной партии. В какой-то степени в Ирландии уже произошло эффективное слияние с Ирландской юнионистской партией и отдельно организованным Ольстерским юнионистским советом в 1905 году, позже формально ставшим Юнионистской партией Ольстера. За пределами Шотландии и Бирмингема многие местные либеральные юнионисты и консерваторы уже сформировали объединённые избирательные ассоциации в предыдущее десятилетие.
В мае 1912 года формальное слияние консерваторов и либеральных юнионистов было окончательно завершено, приведя к созданию Консервативной и юнионистской партии (англ. Conservative and Unionist Party), более известной как Консервативная партия. Хотя к 1912 году политические различия между двумя партиями давно перестали иметь какое-либо реальное значение, они всё же помешали Остину Чемберлену стать лидером консерваторов-юнионистов в Палате общин в 1911 году. Когда Артур Бальфур подал в отставку, Остин Чемберлен и Уолтер Хьюм Лонг объявили себя кандидатами на пост лидера Юнионистской партии в Палате общин. Однако, поскольку Остин Чемберлен всё ещё официально был либеральным юнионистом, его кандидатура была отклонена многими консерваторами, в том числе и потому что партию в Палате лордов возглавлял либеральный юнионист лорд Лэнсдаун. В конце концов, Бонар Лоу был избран, не встретив сопротивления со стороны юнионистов, и Остену Чемберлену пришлось ждать десять лет, чтобы получить шанс возглавить объединённую партию.
После слияния партия осталась официально обособленной в Шотландии как Юнионистская партия, хотя её депутаты сидели с консерваторами и были частью Консервативной партии во всём, кроме названия; Шотландская юнионистская партия окончательно официально объединилась со консерваторами в 1965 году.

## Наследие
Политическое влияние откола либеральных юнионистов ознаменовало конец долгого господства Либеральной партии XIX века на британской политической сцене. С 1830 по 1886 год либералам (так стали называться виги, радикалы и пилиты после 1859 года) удалось стать партией почти постоянного большинства за исключением двух консервативных перерывов. После 1886 года уже консерваторы стали доминировать на политической сцене, получив огромный импульс благодаря своему союзу с недовольными либералами.
Хотя и немногочисленные, либеральные юнионисты хвастались, что в их рядах находится подавляющая часть старой аристократии вигов, таких как герцог Девонширский и Фредерик Левесон-Гоуэр. Политический партнёр герцога Девонширского, радикал Джозеф Чемберлен, происходил из совершенно другой среды «новых денег», бизнесмен и унитарий. Хотя он присоединился к либеральным юнионистам поздно, он был полон решимости сохранять их отдельный статус в союзе с консерваторами, возможно, надеясь и желая, со временем возглавить объединённую политическую силу. Инсульт Чемберлена в 1906 году лишил его этого шанса, хотя он продолжал участвовать в политической жизни до 1914 года.
Хотя Либеральная юнионистская партия исчезла как отдельная организация в 1912 году, наследие Чемберлена помешало Бирмингему вернуться в лоно Либеральной партии и консерваторы доминировали в этом городе вплоть до 1945 году, пока их не потеснила Лейбористская партия. Это также повлияла на сыновей Чемберлена, Остина и Невилла, которые гордились своим происхождением из либерального юнионизма. Это не удивительно. Ни Невилл, ни Остин на самом деле не баллотировались в парламент в качестве консервативных кандидатов — их местная политическая ассоциация в Бирмингеме (местные консервативные и либеральные юнионистские ассоциации неохотно объединились только в 1919 году) предпочитала называть себя юнионистами, а не консерваторами в то время, и это также в частном порядке подходило Невиллу Чемберлену. Он признавался своей семье, что всегда считал ярлык Консервативной партии одиозным и считал его препятствием для присоединения людей к партии, которая, по его мнению, могла быть несоциалистической, но реформаторской партией, и которую, как он надеялся, будет называться Национальной, чтобы включить партии Национальной коалиции 1930-х годов.

## Руководство
Лидеры в Палате общин:
- 1886—1891 — Спенсер Копмтон Кавендиш, 8-й герцог Девонширский (в 1891 году унаследовал титулы отца и стал лидером партии в Палате лордов).
- 1891—1912 — Джозеф Чемберлен.

Лидеры в Палате лордов:
- 1886—1891 — Эдуард Генри Стэнли, 15-й граф Дерби
- 1891—1903 — Спенсер Копмтон Кавендиш, 8-й герцог Девонширский
- 1903—1912 — Генри Чарльз Кит Петти-Фицморис, 5-й маркиз Лансдаун

## Известные члены
- Джордж Дуглас Кэмпбелл, 8-й герцог Аргайл (1823—1900) — пэр, государственный деятель Великобритании, публицист и историк.
- Фрэнсис Чарльз Гастингс Рассел, 9-й герцог Бедфорд (1819—1891) — аристократ, политик и землевладелец.
- Джон Брайт (1811—1889) — политик и государственный деятель, один из величайших ораторов своего поколения, активный сторонник свободной торговли.
- Чичестер Фортескью, барон Карлингфорд (1823—1898) — политический и государственный деятель.
- Джозеф Остин Чемберлен (1863—1937) — государственный и политический деятель, сын Джозефа Чемберлена, брат Невилла Чемберлена.
- Артур Невилл Чемберлен (1869—1940) — государственный и политический деятель, сын Джозефа Чемберлена, брат Остина Чемберлена.
- Леонард Дарвин (1850—1943) — политик, экономист и евгеник, президент Королевского географического общества (1908—1911), сын Чарльза Дарвина, член Палаты общин от Личфилда (1892—1895).
- Артур Конан Дойл (1859—1930) — писатель (по образованию врач) ирландского происхождения, дважды баллотировался в Палату общин, от Эдинбурга в 1900 году и от Хоуика в 1906 году.
- Альберт Вэнн Дайси (1835—1922) — юрист, специалист по конституционному и международному частному праву.
- Миллисент Гарретт Фосетт (1847—1929) — суфражистка и феминистка, президент Национального союза женских обществ суфражисток (1890—1914), способствовала открытию первого женского колледжа в Кембридже.
- Джордж Иоахим Гошен, 1-й виконт Гошен (1831—1907) — финансист и государственный деятель.
- Уильям Эдвард Гартполь Лекки (1838—1903) — англо-ирландский историк, эссеист и политический теоретик
- Томас Джордж Бэринг, 1-й граф Нортбрук (1826—1904) — государственный деятель.
- Уильям Уолдегрейв Палмер, 2-й граф Селборн (1859—1942) — дипломат и государственный деятель.
- Эрнест Генри Шеклтон (1874—1922) — англо-ирландский исследователь Антарктики, баллотировался в Палату общин от Данди в 1906 году.
- Генри Мортон Стэнли (1841—1904) — журналист и путешественник, исследователь Африки, член Палаты общин от Ламбета (1895—1900).
- Роберт Лоу, 1-й виконт Шербрук (1811—1892) — адвокат, английский и австралийский государственный деятель, член Палаты общин (1852—1880).
- Генри Сиджвик (1838—1900) — философ и экономист.
- Уильям Томсон, барон Кельвин (1824—1907) — британский физик, механик и инженер.
- Хью Лупус Гровенор, 1-й герцог Вестминстерский (1825—1899) — аристократ, землевладелец и политик.

## Участие в выборах
| Выборы    | Лидер             | Голоса (#) | Голоса (%) | Места     | Правительство                    |
| --------- | ----------------- | ---------- | ---------- | --------- | -------------------------------- |
| 1886      | Маркиз Хартингтон | 417 107    | 14,0       | 77 из 670 | Консерваторы и либерал-юнионисты |
| 1892      | Джозеф Чемберлен  | 468 556    | 10,9       | 45 из 670 | Либеральное меньшинство          |
| 1895      | Джозеф Чемберлен  | 358 672    | 10,0       | 71 из 670 | Консерваторы и либерал-юнионисты |
| 1900      | Джозеф Чемберлен  | 286 442    | 5,1        | 68 из 670 | Консерваторы и либерал-юнионисты |
| 1906      | Джозеф Чемберлен  |            |            | 25 из 670 | Либералы                         |
| Янв. 1910 | Джозеф Чемберлен  |            |            | 32 из 670 | Либеральное меньшинство          |
| Дек. 1910 | Джозеф Чемберлен  |            |            | 36 из 670 | Либеральное меньшинство          |

## Историография
Иэн Шарп утверждает, что в течение многих лет историки в значительной степени игнорировали партию или упоминали её как введение нового классового разделения в британскую партийную политику. Учёные с 1970 года отказались от подхода к классовым конфликтам. Они считают, что либеральными юнионистами двигало в первую очередь идеология, а не класс. Например, американский историк Билл Любенов не нашёл корреляции между классовым прошлым либеральных депутатов и их позицией в отношении гомруля. Джонатан Парри и Т. А. Дженкинс в своих работах утверждали, что авторитарный стиль руководства Гладстона, его сильная религиозность и потворство общественному мнению отвращали многих более светски и рационалистически настроенных либералов. Иан Кавуд изображает либеральных юнионистов как особую и жизненно важную политическую силу, по крайней мере до 1895 года, когда они вошли в коалицию с консерваторами.

## В массовой культуре и СМИ
В пьесе Оскара Уайльда «Как важно быть серьёзным» леди Брэкнелл пытается выяснить, подходит ли Джек Уортинг в качестве пары её дочери Гвендолен.
Леди Брэкнелл: [Сурово] … А каковы ваши политические взгляды?

Джек: Признаться, у меня их нет. Я либерал-юнионист.

Леди Брэкнелл: Ну, их можно считать консерваторами. Их даже приглашают на обеды. Во всяком случае на вечера.
Спектакль был впервые показан в Лондоне 14 февраля 1895 года. Слова Джека Уортинга о том, что его аполитичности, но — если настаивать — то он либеральный юнионист, были шуткой, которая была понятна и близка публике того времени. Как партия, которая зависела от союза с тори для сохранения своих депутатов в парламенте, либеральные юнионисты должны были, по крайней мере, казаться также «либералами» в вопросах, не связанных с гомрулем, включая некоторые меры по продвижению реформ. Для кого-то вроде Джека либеральные юнионисты с их попыткой быть и консерваторами и реформистами одновременно, но в разных местах были близки к его двойной идентичности («Ну что ж, в городе меня зовут Эрнест, в деревне — Джек», — говорит он в пьесе).
С 1895 года актуальная тогда ссылка на «либеральных юнионистов» вызвала некоторые проблемы с более поздними постановками пьесы. Обычно линия сохраняется — несмотря на то, что она отсылает к давно неживой политической проблеме, но по крайней мере в двух киноверсиях пьесы она была изменена или опущена.
В киноверсии 1952 года Энтони Асквита (сын бывшего премьер-министра либерала Герберт Генри Асквит), Джек отвечает, что он «либерал», а не «либеральный юнионист». Ответ леди Брэкнелл остаётся прежним. В 1952 году этот комментарий был применим к шаткому политическому положению тогдашней Либеральной партии, немногие оставшиеся депутаты которой находились в основном в округах, где Консервативная партия отказывалась баллотироваться из-за опасений разделить голоса и отдать победу Лейбористской партии. С тех пор многие адаптации пьесы сохранили это краткое упоминание малоизвестной политической партии. Однако в киноверсии 2002 года строки были опущены.